# 拉贝塞尔圣马里
拉贝塞尔圣马里（法語：La Besseyre-Saint-Mary，法語發音：[la besɛʁ sɛ̃ maʁi]）是法国上卢瓦尔省的一个市镇，属于布里尤德区。

## 地理
拉贝塞尔圣马里（44°58'12"N, 3°25'3"E）面积21.57 平方千米，位于法国奥弗涅-罗讷-阿尔卑斯大区上盧瓦爾省，该省份为法国中南部省份，北起多姆山省和卢瓦尔省，西接康塔爾省，南至洛泽尔省，东临阿尔代什省。
与拉贝塞尔圣马里接壤的市镇（或旧市镇、城区）包括：奥韦尔、代日、索格、旺特日、马尔热里德地区波亚克。

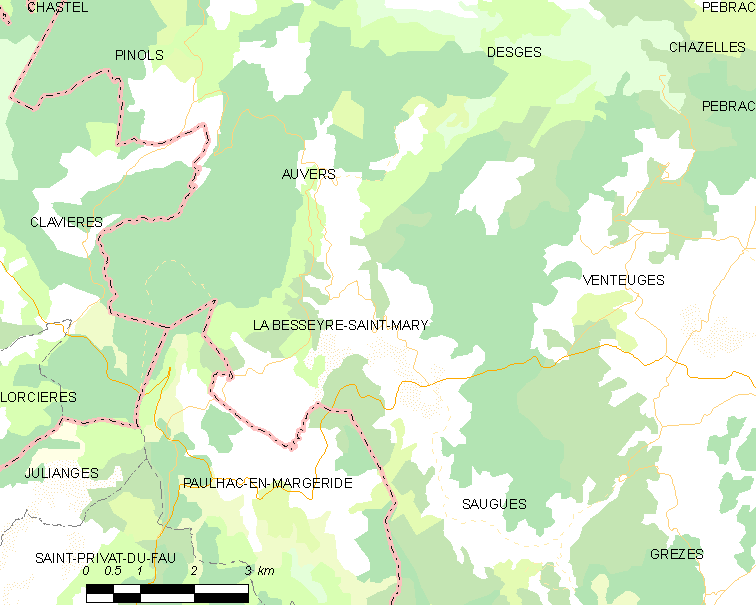
拉贝塞尔圣马里的OSM定位图

拉贝塞尔圣马里的时区为UTC+01:00、UTC+02:00（夏令时）。

## 行政
拉贝塞尔圣马里的邮政编码为43170，INSEE市镇编码为43029。

## 政治
拉贝塞尔圣马里所属的省级选区为阿列峡-热沃当县。

## 人口

1962-2008年间拉贝塞尔圣马里人口变化图示

拉贝塞尔圣马里于2022年1月1日时的人口数量为102人。